# Ivan Ruggeri
Ivan Ruggeri (Telgate, 14 ottobre 1944 – Bergamo, 6 aprile 2013) è stato un imprenditore e dirigente sportivo italiano.
È noto principalmente per essere stato dal 1994 al 2008, presidente e azionista maggioritario dell'Atalanta.

## Biografia
Comincia a lavorare, sin da giovanissimo, come rappresentante della piccola impresa a conduzione familiare concentrando in seguito le proprie energie sul recupero dei materiali plastici, riuscendo ad aprire la prima fabbrica.
Sua grande passione è stata il ciclismo: a sedici anni frequenta la scuola "Fausto Coppi" di Milano e riesce a collezionare alcuni successi e parecchi piazzamenti importanti, come il quarto posto al Giro delle Asturie, in Spagna. Abbandonerà il ciclismo nel 1965.
Nel 1977 fa il proprio ingresso nel panorama calcistico italiano, acquistando il 19% dell'Atalanta da Nessi e da allora, il suo nome resterà sempre legato al club bergamasco. Nel febbraio del 1994 compie il grande passo sostituendo Antonio Percassi alla presidenza.
Durante la sua gestione, l'Atalanta ebbe un trend piuttosto altalenante: disputò 5 campionati di Serie B e 10 campionati di Serie A, senza però mai ottenere l'accesso diretto a competizioni internazionali.
Le maggiori soddisfazioni durante la sua presidenza, sono state la finale di Coppa Italia 1995-1996 (persa contro la Fiorentina), l'ottimo campionato di Serie A 2000-2001 in cui l'Atalanta si classificò al settimo posto, oltre al record di punti in Serie A della stagione 2006-2007, nella quale la società ottenne il diritto a partecipare alla Coppa Intertoto salvo poi rinunciarvi.
Il 16 gennaio 2008, viene colpito da un'emorragia cerebrale, che lo costrinse a vivere gli ultimi cinque anni della sua vita in uno stato vegetativo. Dopo circa nove mesi di ricovero ospedaliero, la presidenza della società calcistica fu passata temporaneamente al figlio Alessandro, che a ventun anni divenne il presidente più giovane nella storia della Serie A.
È morto il 6 aprile 2013 all'età di 68 anni nella sua villa di Monterosso.